# Nội y phụ nữ

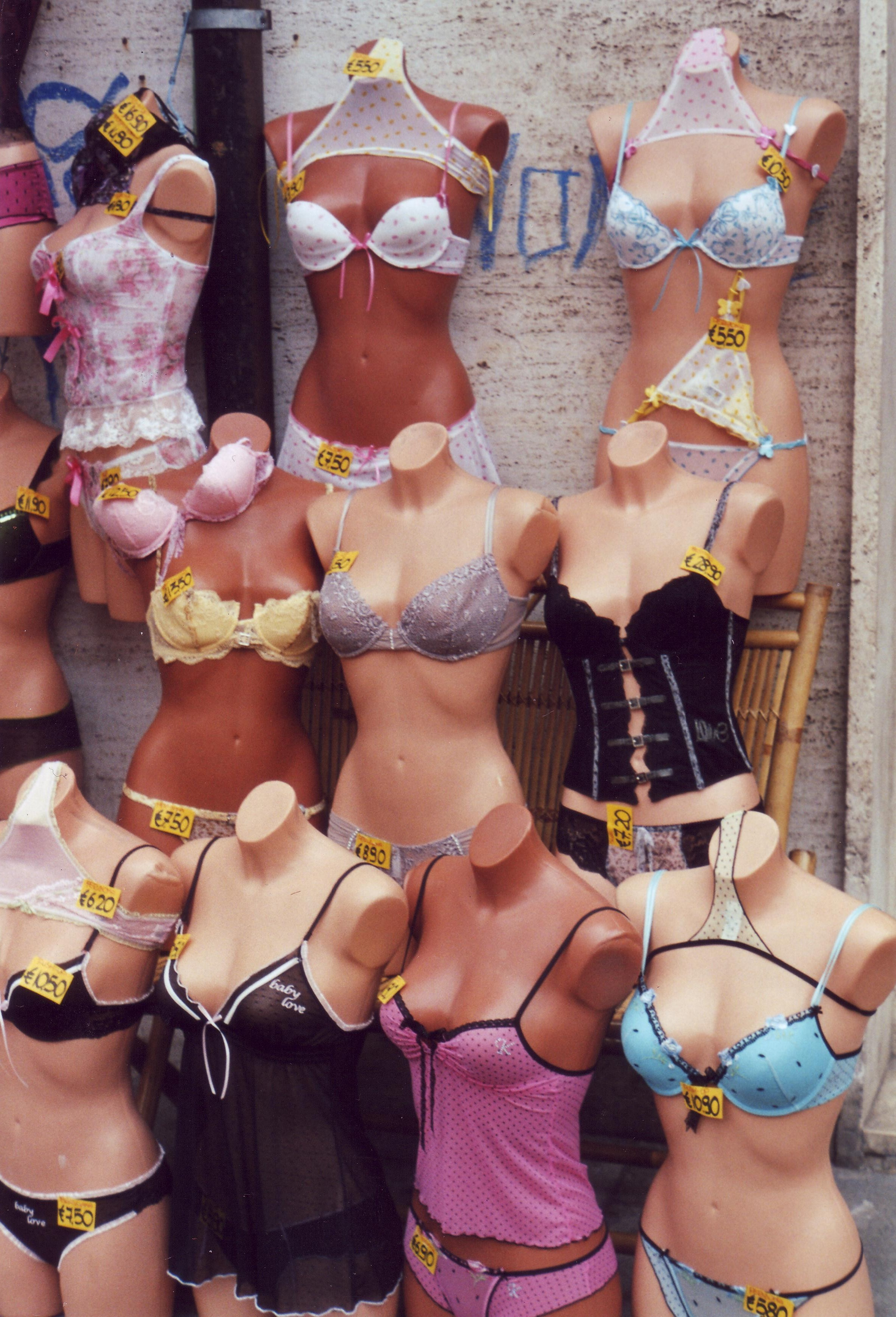
Đồ nội y bày bán trong một cửa hàng

Nội y phụ nữ (tiếng Anh: lingerie,/ˈlænʒəri, ˌlɒnʒəˈreɪ/) là một loại trang phục của nữ giới bao gồm quần lót, áo ngực hoặc có thể là đồ ngủ.
Nội y thường có độ thoáng, mỏng, nhẹ và dễ chịu, phù hợp với mục đích mặc bó sát vào da, có thể mặc cả khi ngủ. Chất vải thường là lụa, satanh, elastan hay đăng ten.

## Thương mại
Victoria's Secret là một trong những hãng kinh doanh đồ nội y dành cho phụ nữ lớn nhất tại Hoa Kỳ. Chương trình trình diễn thời trang Victoria's Secret Fashion Show của hãng cũng nhận được nhiều sự quan tâm của công chúng.